# Тупољев АНТ-31
Тупољев АНТ-31/И-14 / Сухој И-14 , (рус. Туполев АНТ-31/И-14 / Сухой И-14) је ловачки авион направљен у Совјетском Савезу. Авион је први пут полетео 1933. године.

## Пројектовање и развој
Команда војног ваздухопловства Совјетског Савеза је 1931. године дала налог да се пројектује модерни ловац великих брзина једнокрилац, са увлачећим стајним трапом и добрим маневарским способностима. Н. Н. Поликарпов. је конструисао ловац И-16 према тим захтевима, али тај авион је био мешовите конструкције. Пошто се код ОКБ 156 Тупољев (Опитни Конструкциони Биро - Тупољев) углавном пројектовали и правили авиони потпуно металне конструкције, Команда је и од њих затражила да пројектује такав ловачки авион. Пројектовање авиона Тупољев АНТ-31/И-14 како је назван овај појект је почело 1932. године у оквиру ЦАГИ института у одељењу које је као главни пројектант водио П. О. Сухој под контролом А. Н. Тупољева Авион је пројектован као ловац а на основу следећих тактичко техничких захтева:
- максимална брзина на висини од 5.000 m - 340-400 km/h,
- време пењања на висину од 5.000 m за 7 минута,
- плафон лета 8.500 km,
- долет 500 m,
- наоружање 2 топа,
- посада од 1 члана.

Пројектовање и израда прототипа је завршена до маја месеца 1933. године а први пробни лет је обавио пробни пилот Константин Попов 27. маја 1933. године на аеродрому Моњино крај Москве. Резултати првих испитивања су показали доста добре резултате иако је у први прототип уграђен неадекватан мотор и стајни трап. Након полетања другог прототипа Војно Ваздухопловство је наручило 100 примерака ових авиона. У току тестирања прототипова поред исправљања уочених недостатака вршена су разна експериментисања како са моторима тако и са опремом. Познате су варијанте ових авиона са моторима: Bristol "Mercury" VIS2, Wright R-1820 "Cyclone"-F2, М-22 лиценца Gnome-Rhone 9AK Jupiter-6 и на крају М-25 лиценца Wright R-1820 "Cyclone"-F3.

### Технички опис
Ловачки авион Тупољев АНТ-31 је био једномоторни једноседи конзолни нискокрилац металне конструкције. Покретао га је радијални (звездасти) 9-то цилиндрични ваздухом хлађени мотор Bristol "Mercury" VIS2 снаге 367 kW, са којим је постигнута брзина од 384 km/h на висини од 5.000 m, (мада је био предвиђен Wright R-1820 "Cyclone"-F2 снаге 477 kW који тада није био доступан, али је касније уграђен у други прототип, са којим је постигнута брзина од 414 km/h на висини од 5.000 m), постављен у кљун авиона. Мотор је био опремљен двокраком дрвеним елисом фиксног корака и имао је НАСА прстен за побољшање хлађења мотора. Пилот је седео у затвореном кокпиту који се налазио иза крила авиона. Труп авиона је облог попречног пресека који се сужавао идући ка репу авиона. Крила су била трапезастог облика са елипсастим завршетком крајева. Нападна ивица крила је била коса. Облога крила авиона је била од равног Ал-лима а труп је такође био обложен са равним алуминијумским лимом (избегнута је облога од таласастог лима која је стварала већи аеродинамички отпор). Конструкција структуре трупа (монокок) и крила је била изведена комбинацијом челика високе чврстоће (нерђајућих челика) и дуралуминијума. Стајни трап на прототипу је био фиксан (неувлачећи) са скијама (пошто увлачећи није био готов до почетка тестирања авиона), испод репног дела авиона је била постављена дрљача, као трећа ослона тачка авиона. Авиони из серијске производње су имали увлачећи стајни трап. Због малог размаха између точкова авион је био нестабилан при слетању и полетању. Од наоружања авион је био опремљен двама безтрзајаним топовима Курчевски АПК-11 од 37 mm смештених у крилима и двама елисом синхронизована митраљеза ШКАС 7,62 mm смештеним у трупу авиона. Авиони из серијске производње који су добили војну ознаку И-14, били су опремљени моторима М-25 совјетске производње који је рађен по лиценци мотора Wright R-1820 "Cyclone"-F3 снаге 530 kW, са овим моторима авион АНТ-31/И-14 су постизали брзину од 449 km/h на висини од 5.000 m. Авиони АНТ-31/И-14 из серијске производње били су наоружани или са 4 митраљеза ШКАС 7,62 mm или са два топа од 20 mm и два митраљеза.

### Варијанте
- АНТ-43 - путничка верзија авиона АНТ-31/И-14 са 6 путничких места, пројект почет 1936, прототип завршен 1938, са мотором Gnome-Rhone 14Krsd снаге 596 kW, одустало се од пројекта, прототип није тестиран.[5][6]

## Наоружање
| Наоружање авиона: Тупољев АНТ-31/И-14 / Сухој И-14 |                                                   |
| Ватрено (стрељачко) наоружање                      |                                                   |
| Топ                                                |                                                   |
| Број и ознака топа                                 | 2 х Курчевски АПК-11 од 37 или 2 х топ ШВАК од 20 |
| Калибар                                            | топ (АПК-11) 37 или топ (ШВАК) 20                 |
| Митраљез                                           |                                                   |
| Број и ознака митраљеза                            | 2-4                                               |
| Калибар                                            | 7,62                                              |
| Бомбардерско наоружање (бомбе)                     |                                                   |
| Ракетно наоружање (ракете)                         |                                                   |

## Оперативно коришћење
Припрема и почетак производње авиона Тупољев АНТ-31/И-14 је почело 1934. године а први авион из серијске производње испоручен је оружаним снагама 1935. године. Производња се одвијала у Авио заводу No23. Првобитно је поручено 100 примерака ових авиона да би накнадно та поруџбина била редукована на 55 примерака а на крају је произведено свега 18 примерака у серијској производњи и 2 прототипа, значи укупно је произведено 20 авиона. На овако драстично смањење поруџбине је утицао конкурентски авион Поликарпов И-16 ловац мешовите конструкције који је био доста јефтинији од И-14 потпуно металне конструкције а у тактичко техничким карактеристикама веома сличан. Када се узму у обзир још тешкоће Совјетског Савеза у производњи метала нарочито алуминијумских легура и квалитетних челика и полупроизвода од њих, као и технолошка опремљеност фабрика ваздухопловне индустрије онда се види да је и ова одлука била изнуђена. Производња авиона Тупољев АНТ-31/И-14 је окончана 1937. године.

## Земље које су користиле овај авион
- СССР